# SNRPB2
SNRPB2 (англ. Small nuclear ribonucleoprotein polypeptide B2) – білок, який кодується однойменним геном, розташованим у людей на короткому плечі 20-ї хромосоми. Довжина поліпептидного ланцюга білка становить 225 амінокислот, а молекулярна маса — 25 486.
| 10         |  | 20         |  | 30         |  | 40         |  | 50         |
| ---------- |  | ---------- |  | ---------- |  | ---------- |  | ---------- |
| MDIRPNHTIY |  | INNMNDKIKK |  | EELKRSLYAL |  | FSQFGHVVDI |  | VALKTMKMRG |
| QAFVIFKELG |  | SSTNALRQLQ |  | GFPFYGKPMR |  | IQYAKTDSDI |  | ISKMRGTFAD |
| KEKKKEKKKA |  | KTVEQTATTT |  | NKKPGQGTPN |  | SANTQGNSTP |  | NPQVPDYPPN |
| YILFLNNLPE |  | ETNEMMLSML |  | FNQFPGFKEV |  | RLVPGRHDIA |  | FVEFENDGQA |
| GAARDALQGF |  | KITPSHAMKI |  | TYAKK      |  |            |  |            |

A: Аланін

D: Аспарагінова кислота

E: Глутамінова кислота

F: Фенілаланін

G: Гліцин

H: Гістидин

I: Ізолейцин

K: Лізин

L: Лейцин

M: Метіонін

N: Аспарагін

P: Пролін

Q: Глутамін

R: Аргінін

S: Серин

T: Треонін

V: Валін

Кодований геном білок за функціями належить до рибонуклеопротеїнів, фосфопротеїнів. 
Задіяний у таких біологічних процесах, як процесинг мРНК, сплайсинг мРНК, ацетилювання. 
Білок має сайт для зв'язування з РНК. 
Локалізований у ядрі.